# Stefan Molyneux
Stefan Basil Molyneux (Athlone, 24 de setembro de 1966) é um podcaster e ex-YouTuber canadense nacionalista branco e supremacista branco de extrema-direita, conhecido por promover teorias da conspiração, racismo científico, eugenia e visões de supremacia branca.
Molyneux é descrito como uma figura importante do movimento da direita alternativa pelo The Washington Post, e como um ativista de extrema direita. Tom Clements em The Independent descreve Molyneux como tendo "uma fixação perversa em raça e QI".
A comunidade da Internet Freedomain que Molyneux lidera foi descrita como uma seita, e Molyneux foi descrito como um líder de seita, usando técnicas de doutrinação em seus seguidores.

## Formação
Molyneux nasceu em Athlone, na República da Irlanda e cresceu principalmente em Londres antes de se mudar para o Canadá aos 11 anos de idade. Molyneux frequentou o Glendon College da York University, onde ele também foi  ator do Theatre Glendon e membro da Debating Society. Em 1991, aos 25 anos, frequentou a National Theatre School of Canada em Montreal. Molyneux concluiu um bacharelado em História na McGill University e um mestrado também em História na University of Toronto em 1993.

## Carreira
No início de 1995, ele e seu irmão Hugh Molyneux fundaram a empresa Caribou Systems, sediada em Toronto, que produzia software para banco de dados. A empresa foi vendida cinco anos depois.
Em 2005, Molyneux iniciou um podcast chamado Freedomain Radio (FDR). Ele utiliza o mesmo nome para o seu website onde publica os seus escritos, hospeda seus podcasts e um fórum de discussão para os ouvintes do FDR. Ele também produz vídeos e comentários sobre eventos atuais, realiza entrevistas com e onde apresenta um episódio semanal em que os ouvintes podem fazer perguntas ou discutir problemas pessoais. Molyneux financia boa parte desses trabalhos a partir de contribuições solicitadas à sua audiência.
Em agosto de 2017, Molyneux entrevistou James Damore, funcionário do Google que foi demitido depois de escrever um memorando intitulado "A Câmara de Ressonância Ideológica do Google" (Google's Ideological Echo Chamber). Naquele mesmo mês seu canal no YouTube ultrapassou a marca de 650 mil seguidores e 190 milhões de visualizações acumuladas.
Em julho de 2018, Molyneux e a personalidade canadense da Internet Lauren Southern visitaram as cidades australianas de Sydney e Melbourne. A National Indigenous Television, citando Simon Copland, um escritor freelancer que considerou que Molyneux menosprezou a cultura aborígene australiana, chamando-a de "muito violenta" e também menosprezou os massacres perpetrados contra os aborígenes ao dizer que a colonização da Austrália pelos europeus foi menos violenta do que outras conquistas e que os colonos "estavam tentando parar o infanticídio e o estupro em massa". Molyneux e Southern viajaram depois para a Nova Zelândia para um evento em que falariam no teatro Powerstation de Auckland. O evento foi cancelado no último minuto quando o proprietário do Powerstation cancelou o agendamento citando a oposição de grupos locais e o conteúdo ofensivo dos discursos deles.
Molyneux frequentemente convida eminentes supremacistas brancos para seu podcast, como Peter Brimelow (fundador do website nacionalista branco VDARE) e Jared Taylor (fundador da revista supremacista branca American Renaissance).
Molyneux, costuma realizar comentários e publicar artigos sobre temas envolvendo anarco-capitalismo, libertarianismo, multiculturalismo, temas relacionados a família e correlatos a política. Ele é um apoiador de Donald Trump, tendo manifestado sua posição desde os primórdios de sua campanha presidencial em 2016, ocasião em que por vezes tecia considerações sobre as razões da popularidade do então presidenciável a Casa Branca. A comunidade na internet relacionada ao Freedomain Radio, onde ele esporadicamente conduz debates, tem sido descrita como uma seita.
No Brasil, foi convidado a participar do debate The Function of the State in Society ("A função do Estado na Sociedade") promovido pelo Instituto Mises Brasil, e com a participação do professor de filosofia da Universidade de São Paulo Vladimir Safatle.
Ele é creditado como membro da  "alt-right" pelo site Politico e pelo The Washington Post, enquanto que para a CNN ele é uma personalidade ligada a direita política.
Em novembro de 2019, o PayPal suspendeu a conta de Molyneux. Ele já havia recebido doações por meio do serviço. As ações do PayPal ocorreram depois que o grupo ativista Sleeping Giants fez campanha para que ele fosse removido, citando as atitudes preconceituosas de Molyneux, incluindo sua promoção de teorias de conspiração anti-semitas relacionadas à mídia. Em janeiro de 2020, Molyneux lançou um vídeo no qual pedia dinheiro a seus seguidores e reclamava que não seria capaz de encontrar um emprego regular depois de dizer coisas provocativas online. Mais tarde naquele mês, a plataforma de email marketing Mailchimp suspendeu a conta de Molyneux, que ele usou para enviar seu boletim informativo.
O canal de Molyneux no YouTube foi banido em 29 de junho de 2020 juntamente com os supremacistas brancos David Duke, Richard Spencer e Jared Taylor, por violar as políticas do YouTube promulgadas em 2019 contra discurso de ódio. Molyneux disse que foi um "esforço coordenado e sistêmico" no qual o YouTube "acabou de suspender a maior conversa sobre filosofia que o mundo já conheceu". Molyneux financia seus esforços por meio do apoio ao ouvinte. A conta de Molyneux no Twitter foi permanentemente suspensa em 8 de julho de 2020 por violar as políticas do Twitter.

## Visões

### Promoção da supremacia branca e teorias da conspiração
Molyneux é conhecido por sua promoção de pontos de vista da supremacia branca e teorias da conspiração.
Ele é um proponente da teoria da conspiração do genocídio branco, entrevistando vários defensores sul-africanos da teoria em seus podcasts. Em 2017, afirmou que o filme Star Wars: Os Últimos Jedi contém um subtexto dissimulado sobre a perseguição de brancos e previu a "quase extinção" dos brancos "num futuro não muito distante". Ele indicou ainda que “os brancos não podem ter uma história da qual se orgulhar, não podem ter preferências dentro do grupo", levando "ao fim de uma linhagem. É o fim de uma história. É o fim da cultura". Em um podcast transmitido em 9 de agosto de 2014, ele afirmou que não "via a humanidade como uma única espécie".
Molyneux se descreve como um anarco-capitalista e filósofo. De acordo com o Southern Poverty Law Center (SPLC), Molyneux inicialmente usou o Site da Rádio Freedomain "para ampliar suas visões sobre a ideologia anarco-capitalista, ateísmo, filosofia, antiestatismo, pseudo-terapia e antifeminismo". O SPLC também afirmou que os pontos de vista de Molyneux se tornaram mais politicamente extremistas e racializados por volta de 2013 ou 2014, quando sua ideologia mudou para incluir o pensamento de extrema direita e etno-nacionalista.
Ele deu seu apoio ao presidente Donald Trump e Marine Le Pen do Rally Nacional da França, bem como ao político holandês Geert Wilders, durante suas campanhas eleitorais em 2016 e 2017. [4] O estilo próprio de Molyneux como filósofo foi fortemente criticado por filósofos acadêmicos; O filósofo americano David Gordon afirma: “Ele falha, e falha miseravelmente. Seus argumentos são frequentemente absurdamente ruim“.
Molyneux foi descrito como parte do "alt-right" pelo Politico, Metro, revista New York, Vanity Fair e CBS News, e foi descrito como "uma das maiores estrelas do alt-right no YouTube" pelo colunista do Washington Post, JJ McCullough. Business Insider, CNN, The New York Times e BuzzFeed News caracterizaram Molyneux como extrema-direita. Data & Society, um instituto de pesquisa, descreveu Molyneux como "um apresentador de talk show canadense que promove o racismo científico".  De acordo com o The New York Times, Molyneux é obcecado pelo "realismo racial". Ele hospedou supremacistas brancos, como Jared Taylor em seu programa. Molyneux culpou a "cultura do rap" por homens negros desarmados serem baleados pela polícia.

### Ativismo pelos direitos dos homens
Molyneux se descreve como um ativista dos direitos dos homens. Ele foi um dos palestrantes em uma conferência em Detroit realizada em 2014 pelo movimento pelos direitos dos homens e pela organização da manosfera, A Voice for Men. De acordo com Jessica Roy da revista Time, Molyneux argumentou que a violência no mundo é o resultado de como as mulheres tratam seus filhos, e que: "Se pudéssemos fazer com que as pessoas fossem legais com seus bebês por cinco anos seguidos, seria o suficiente para acabar com guerra, o abuso de drogas, o vício, a promiscuidade, as doenças sexualmente transmissíveis,... Quase tudo isso seria completamente eliminado, porque surgem de experiências disfuncionais da primeira infância, que são todas administradas por mulheres". Molyneux acredita que o feminismo é uma forma de socialismo.

### Relações de família de origem
Molyneux se refere à família em que as pessoas nascem como sua "família de origem", ou "FOO". Ele sugere que os relacionamentos de família de origem podem não ser necessariamente desejáveis e, em determinadas circunstâncias, podem até ser prejudiciais e, portanto, para aqueles indivíduos insatisfeitos com seus relacionamentos de infância, seria vantajoso para eles romper tais relacionamentos involuntários como adultos, ou "deFOO".

Desta forma, ele vê todos os relacionamentos adultos como voluntários e discricionários, em vez de obrigatórios. Molyneux foi citado dizendo: 
No fundo, não acredito que existam pais realmente bons por aí - da mesma forma que não acredito que existissem médicos realmente bons no século X.
Um painel disciplinar do College of Psychologists of Ontario falou criticamente de "deFOOing" após uma investigação profissional sobre a esposa de Molyneux, dizendo que pelos padrões do College, "pode ser apropriado para recomendar a separação da família em casos de abuso somente após uma avaliação adequada do histórico do paciente para determinar se o conselho [é] garantido nas circunstâncias ".
De acordo com um artigo de 2008 no The Guardian, Molyneux e sua esposa se dissociaram de suas famílias de origem.